# Estelada
|  | Aquest article tracta sobre la bandera. Vegeu-ne altres significats a «Estelada (desambiguació)». |

La bandera estelada, senyera estelada o simplement estelada és considerada la bandera no oficial que simbolitza la independència de Catalunya o dels Països Catalans.

## Disseny i significació

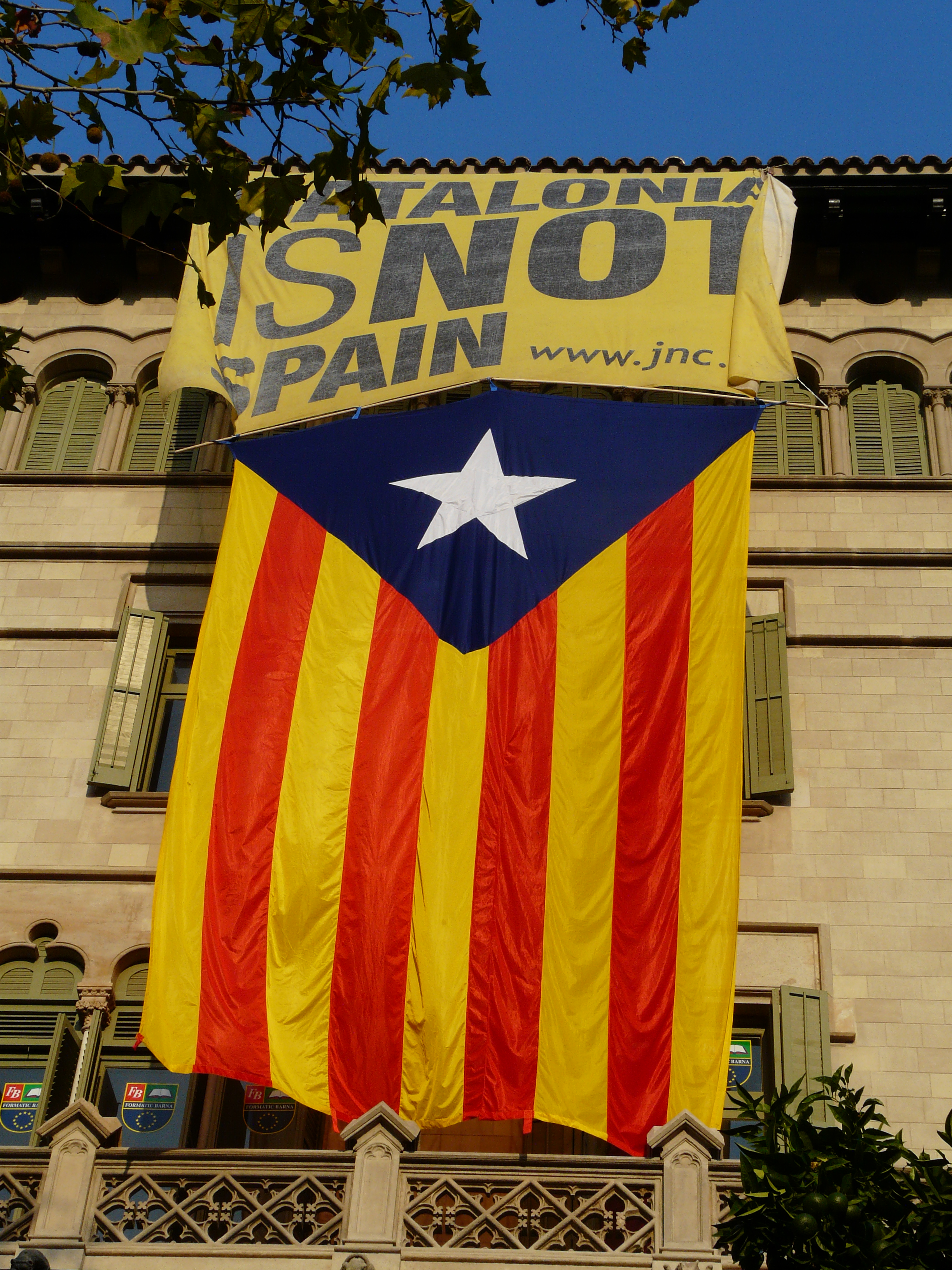
Estelada amb la pancarta "Catalunya no és Espanya" en anglès, utilitzada per la Joventut Nacionalista de Catalunya

El seu origen data d'inicis del segle xx i es considera Vicenç Albert Ballester com el creador o l'inspirador. Nasqué de la fusió dels quatre pals tradicionals amb el triangle amb estel del tipus que tenia la bandera de Cuba, país on Ballester residí temporalment i n'admirà la lluita contra l'Imperi Espanyol.
Els colors tenen una simbologia que es relaciona amb els ideals de la revolució francesa i la seva bandera tricolor, que va adoptar de la bandera dels EUA independents, com la cubana. El triangle blau representa el blau del cel – la humanitat – on al bell mig llueix l'estel blanc de la llibertat.
L'any 1968, amb la fundació del Partit Socialista d'Alliberament Nacional escindit de l'FNC, es canviaren els colors de l'estelada per tal d'adaptar-ne la significació a la ideologia pròpia, usant l'estel vermell – socialista – i el fons del triangle blanc primer i finalment groc, per tal de ressaltar-ne l'estel mateix.
Quant al disseny i significació de l'estelada vermella, el «Petit llibre Roig del/la jove independentista» (MDT) ens indica el següent:
«El símbol general del conjunt del moviment independentista és l'estelada, composta de les quatre barres sobre fons groc de la bandera catalana (que simbolitza la nació) i l'estel vermell de cinc puntes (que simbolitza la idea d'Estat, de lluita contra l'opressió [vermell de la sang dels explotats], de socialisme, d'humanitat tant individual [5 puntes: 4 extremitats + el cap] com global [5 continents habitats]), emmarcat en un triangle rectangle groc (que representa la idea de república [inicialment era equilàter]). Val a dir que tant si l'estelada es representa de manera horitzontal (bandera al pal), com verticalment (a manera d'estendard o senyera), cal veure’n l'estel vertical, és a dir, la punxa sempre amunt, encara que, normalment per raons d'estalvi, abundi l'estelada que hauria de ser estendard i no pas bandera.»

## Història

### 1906 - 1918: Precedents: La Unió Catalanista, La Nova Catalunya i l'estelada romboïdal

1908, Estelada romboïdal

Del 1904 data el primer estel amb clara intencionalitat nacionalista que es coneix a Catalunya. Es tracta d'un segell commemoratiu de la presa de possessió per la Unió Catalanista del Pi de les Tres Branques.
El 1906, un cop finalitzada la Guerra d'Independència cubana, es va crear a Santiago de Cuba el Centre Catalanista de Santiago de Cuba, on ja es podia veure la primitiva versió d'una estelada. Al mig de la senyera catalana hi apareix un estel blanc de cinc puntes sense cap triangle.
En 1908 correspon el primer disseny de l'estelada que en lloc de lluir el triangle a l'esquerra amb l'estel, du un rombe al mig (es dedueix blau) amb un estel blanc a l'interior i apareix en una fotografia, feta a París de la seu d'una Lliga Nacionalista Catalana, organització que fundà i presidí Salvador Díaz i Capdevila que en 1922 adoptà l'estelada tradicional, símbol inequívoc de la bandera de l'independentisme català.

#### Els Voluntaris Catalans a la Primera Guerra Mundial
Els Voluntaris Catalans en la Primera Guerra Mundial portaren aquesta primigènia senyera estelada romboïdal als camps de batalla europeus. Llur objectiu va ser difondre la causa de Catalunya i lluitar per la llibertat dels pobles, lluita que identificaren amb el bàndol dels aliats. La tasca de difusió de la seva lluita correspongué al Comitè de Germanor amb els Voluntaris Catalans

### 1918 - 1919: Naixement de l'estelada, el Comitè Pro Catalunya

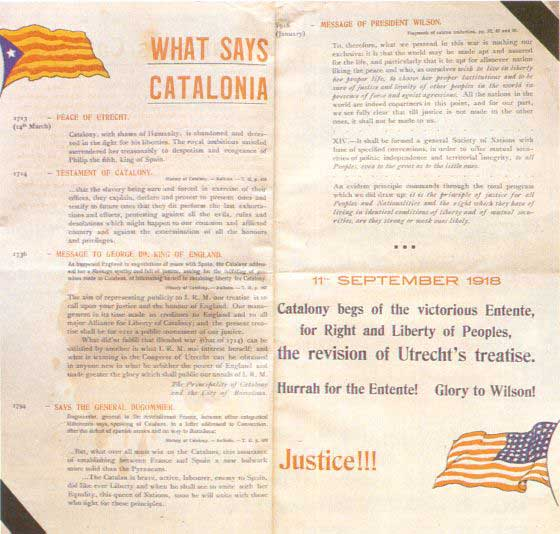
Document més antic en què apareix l'estelada. Datat l'11 de setembre de 1918, reclama la revisió del Tractat d'Utrecht, editat pel Comitè Pro Catalunya.

L'estelada amb el seu disseny definitiu naix l'any 1918, fruit de la voluntat de crear un símbol potent i de referència per al catalanisme radical a través de Vicenç Albert Ballester, que dissenyà o inspirà la senyera estelada.
Un cop signat l'armistici de la Primera Guerra Mundial i seguint la Llista dels 14 punts de Woodrow Wilson, es crearen nous estats a Europa: República Txeca, Finlàndia, Estònia, Letònia, Lituània, Armènia, Ucraïna, Belarús i Geòrgia.
Uns joves de la Unió Catalanista pertanyents al semiclandestí Comitè Pro Catalunya, del qual era president Vicenç Albert Ballester, volgueren prosseguir la labor del Comitè de Germanor que donava suport als Voluntaris Catalans en la Primera Guerra Mundial i explotar el moment polític internacional per tal que Catalunya assolís la construcció d'un estat propi.
La primera fotografia en què apareix la bandera és en una publicació de 1918. Es tracta del butlletí L'intransigent, on es reproduïa una foto d'uns joves nord-americans i uns separatistes catalans subjectant les dues ensenyes a Montserrat. Seguint aquesta línia, i amb data 11 de setembre de 1918, es posa en circulació un document editat probablement pel Comitè Pro Catalunya en què es reclama la revisió dels Tractat d'Utrecht. En consonància amb aquest document, el Comitè Nacional Català també edità un document bilingüe en àrab i català, datat l'octubre de 1919, en què es donava suport a El Raisuni, un dels dirigents del Marroc revoltat contra Espanya. Finalment, l'any 1919 el mateix Comitè edita un segell sense valor postal dedicat a la futura Societat de Nacions en el qual també apareix una estelada blava i la llegenda «Catalunya lliure».

#### Bandera de combat

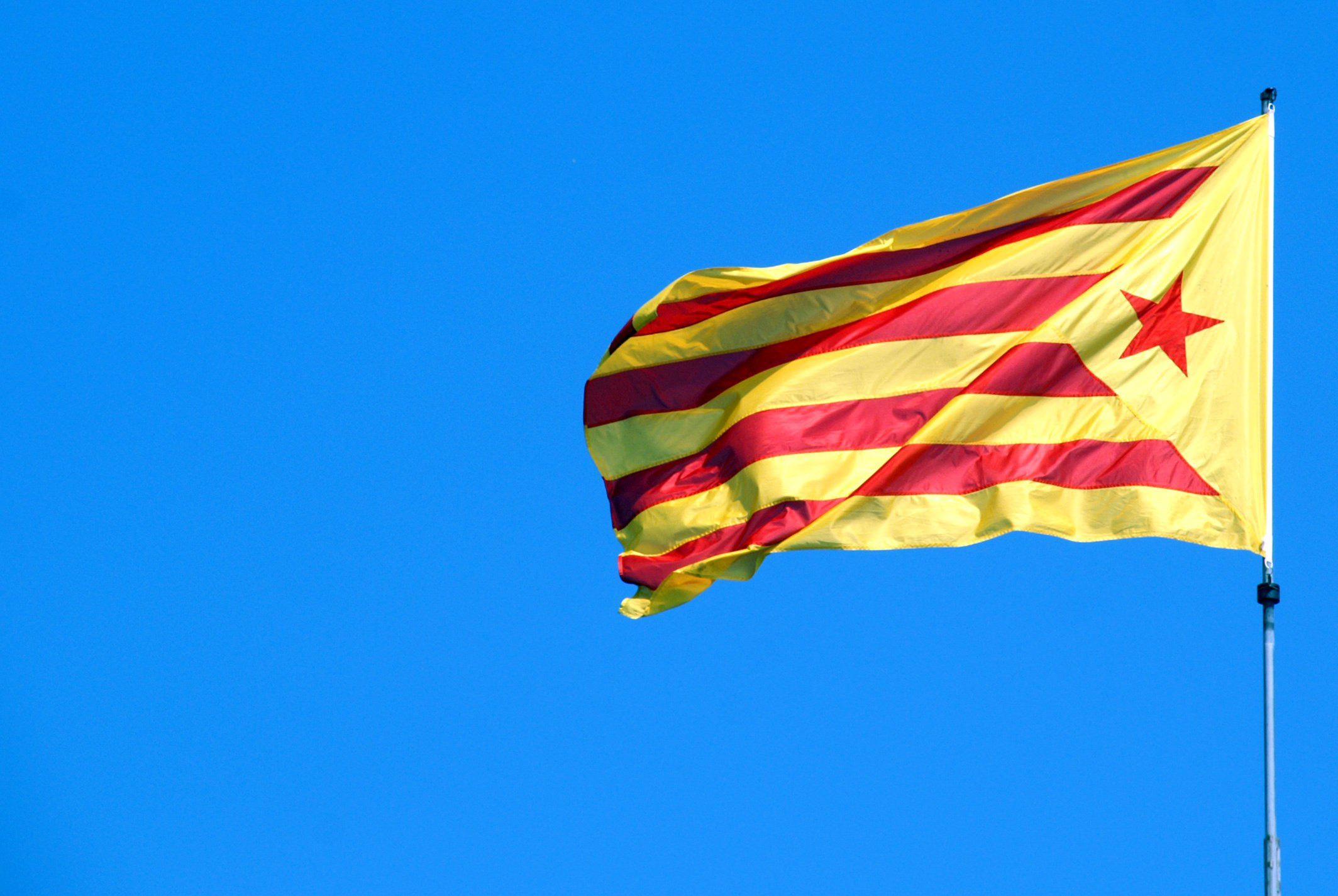
Estelada vermella onejant al municipi de Blanes.

La quadribarrada tradicional els quedava curta al costat de l'espanyola que la neutralitzava ideològicament. "L'estelada" en canvi, es convertiria en la nova bandera de la Catalunya insurrecta, fins que aquesta recuperés la independència, moment que retornaria, en paraules del mateix Ballester, de bell nou la bandera de les quatre barres, la Bandera Catalana, sense estels, sense blaus, però amb tots els honors. Ben alta, ben dreta i ben sola!.

### 1922 - 1931: Difusió i consolidació

Exiliats d'Estat Català a Ciutat de Mèxic.

L'any 1922 Francesc Macià l'adoptà per al partit que havia creat, Estat Català. El ressò de les accions armades de la suborganització d'Estat Català, Bandera Negra, contribuïren a popularitzar-la i l'anomenaren estelada d'Estat Català. Aquesta estelada fou la utilitzada pels militants de Bandera Negra que van intentar atemptar contra el rei espanyol Alfons XIII el 1925, i pels d'Estat Català que intentaren alliberar Catalunya per les armes el 1926 durant els Fets de Prats de Molló.
L'article 3r de la Constitució Provisional de la República Catalana, redactada a l'Havana el 1928, proclamava que: La bandera oficial de la República Catalana és la històrica de les quatre barres roges damunt de fons groc, amb addició, en la part superior, d'un triangle blau i amb una estrella blanca de cinc puntes al centre.

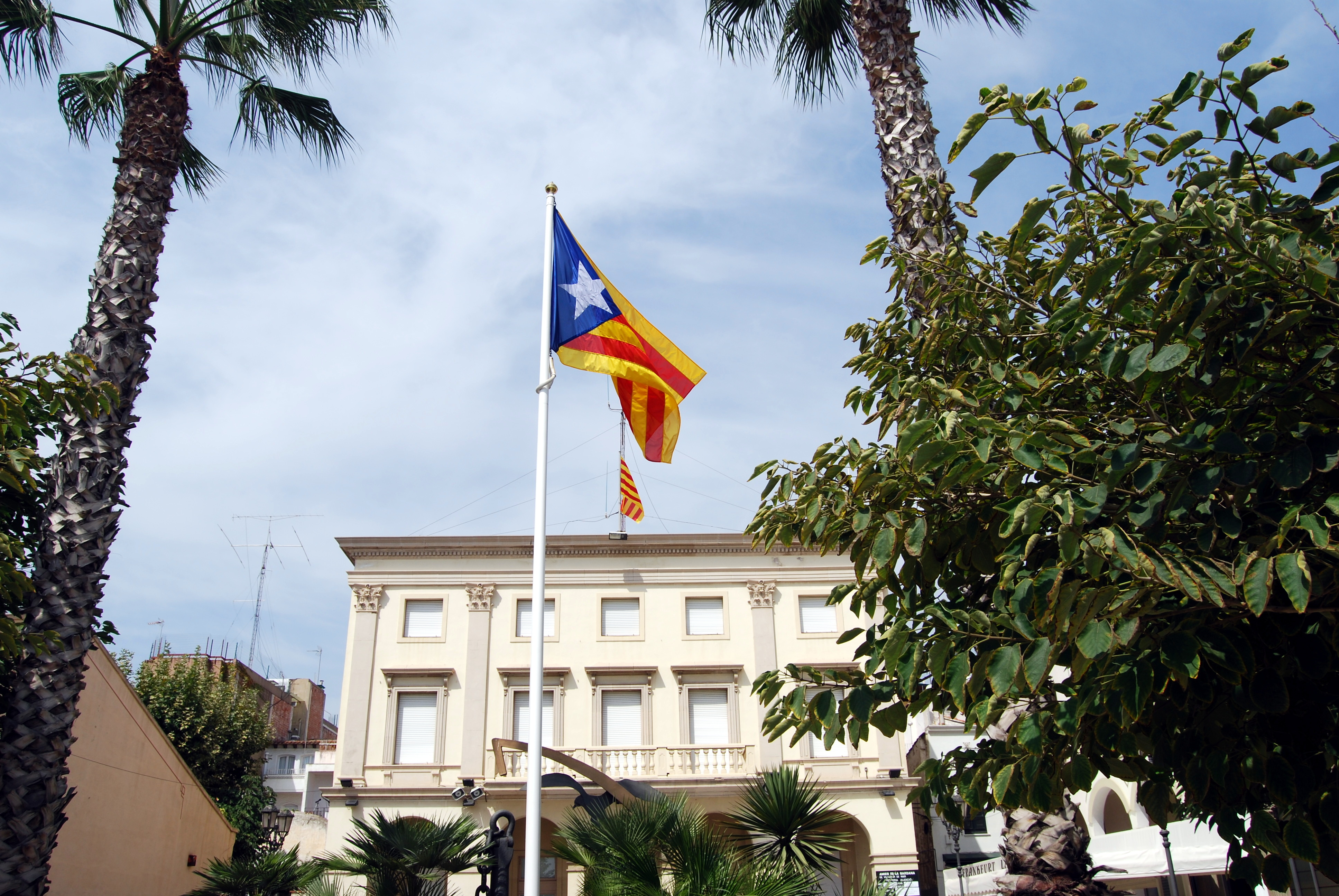
Estelada a l'ajuntament de Vilassar de Mar.

L'any 1931 Francesc Macià fundà Esquerra Republicana de Catalunya i les seves joventuts JEREC (Joventuts d'Esquerra Republicana d'Estat Català) la mantingueren com la bandera del partit, així com les altres organitzacions i partits separatistes: Partit Nacionalista Català, Nosaltres Sols! i Estat Català.
Al País Valencià aparegué l'estrelada durant la dècada de 1930, que evolucionà de manera paral·lela de la Senyera coronada valenciana i agafava com a model el disseny de l'estelada.

### 1931 - 1934: El mite: la República Catalana de 1931 i els Fets d'Octubre del 1934
L'estelada no onejà quan Francesc Macià proclamà la República Catalana el 14 d'abril de 1931, però si ho fou el 6 d'octubre de 1934 durant la proclamació de l'Estat Català a Barcelona, Vic, Igualada i altres capitals de comarca.

### 1936 - 1939: Bandera de guerra
L'estelada també estigué present al front de guerra durant la Guerra Civil espanyola de 1936 a 1939. Tot i no ser-ne la bandera reglamentària, la portaven en el Regiment Pirinenc Núm. 1, la 556 Brigada Mixta i la 132 Brigada Mixta (antiga Columna Macià-Companys), així com en la Columna Volant Catalana que participà en l'intent de conquerir Mallorca per la República.

### 1939 - 1977: Bandera de resistència

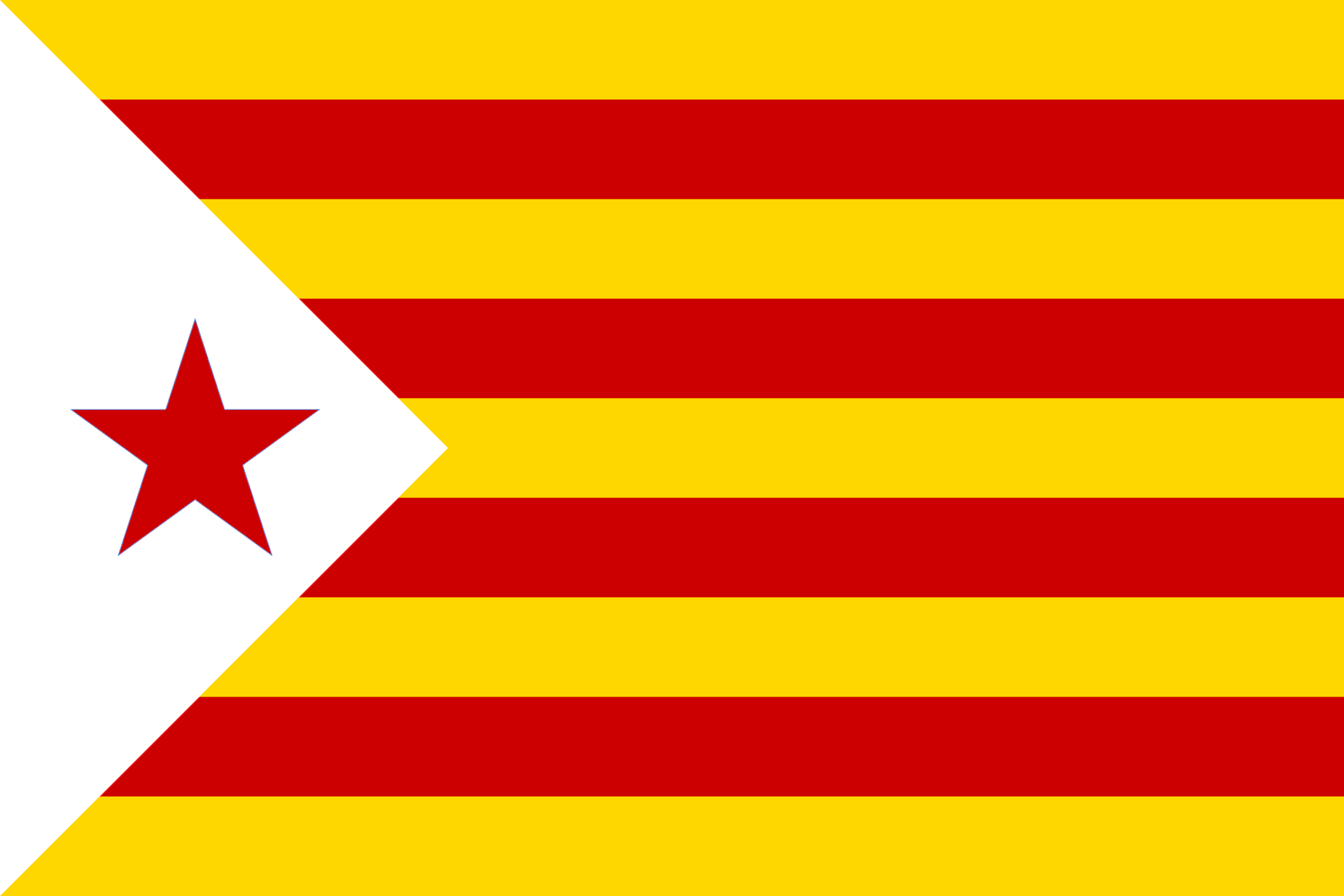
Estelada amb el triangle blanc i l'estel roig, usada pel PSAN (1968-1977), Moviment d'Unificació Marxista (1977-1978), Bloc Català de Treballadors (1978-1982) i Bloc d'Esquerra d'Alliberament Nacional (1979-1982).

El Front Nacional de Catalunya, fundat entre 1939 i 1940 durant la dictadura franquista, utilitzà indistintament la quadribarrada tradicional o l'estelada, mentre els seus militants col·laboraven amb la resistència francesa i els serveis secrets britànics i polonesos per lluitar contra les tropes ocupants.
Arran de l'escissió del FNC que va suposar la creació del Partit Socialista d'Alliberament Nacional (PSAN) el 1968, aquest va recuperar l'antiga estelada però canviant els colors: Com pretenia la revolució social a més de la nacional, canvià el color de l'estel i l'adoptà vermell, amb el triangle blanc, per donar-li contrast.
L'Esquerra Catalana dels Treballadors va adoptar el 1972 l'estelada sense el triangle blau, perquè aquest era el color de la Casa de Borbó, substituint-lo pel groc.

### 1977 - 2006: Difusió i consolidació de l'estelada amb el triangle groc i l'estel roig

Estelada vermella o roja (1972)

Arran de l'escissió del PSAN que va suposar la creació del Moviment d'Unificació Marxista, el PSAN va canviar el triangle a groc que usava Esquerra Catalana dels Treballadors, mentre el MUM, posteriorment el Bloc Català de Treballadors i posteriorment el Bloc d'Esquerra d'Alliberament Nacional fins a la seva dissolució el 1982 va mantenir l'estel vermell que va mantenir l'estelada amb el triangle blanc i l'estel vermell.
Des de la difusió de l'estelada vermella per totes les organitzacions independentistes que han nascut a l'entorn o fruit d'escissions d'aqueix partit adopten majoritàriament aquesta nova bandera. Des de 1979 fins avui, la Candidatura d'Unitat Popular (CUP) és l'única organització política amb representació institucional que la inclou sempre en la seva imatge corporativa.
Des del seu procés de formació a partir de 1978 i a partir de la seva constitució el 1980 la Joventut Nacionalista de Catalunya (branca juvenil de CDC) va adoptar l'estelada blava en el seu emblema i durant els anys 80 i 90 va ser de les poques formacions polítiques, junt amb Estat Català, que la van fer servir com a pròpia.
L'any 1987, després que ERC es declarés independentista en els seus estatuts, adoptà de manera no oficial l'estelada vermella o estelada del PSAN, tot i mantenir l'estelada blava o estelada d'Estat Català com a bandera oficial, això també va fer que tant a les Illes Balears i el País Valencià es popularitzara també l'estelada blava a finals del segle xx en arribar el partit a aquells territoris dels Països Catalans.
Avui en dia, ambdues banderes són gairebé igual de populars.

### 2003: L'Estelada puja a l'Everest
El 29 de maig de 2003 l'alpinista català Sergi Mingote va coronar el cim de l'Everest dins l'expedició "Everest 50", en coronar el cim va treure una bandera celebrant els 20 anys de TV3 i una estelada.

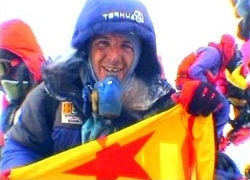
Estelada a l'Everest per Sergi Mingote

### 2008: Centenari de la bandera Estelada (1908 - 2008)

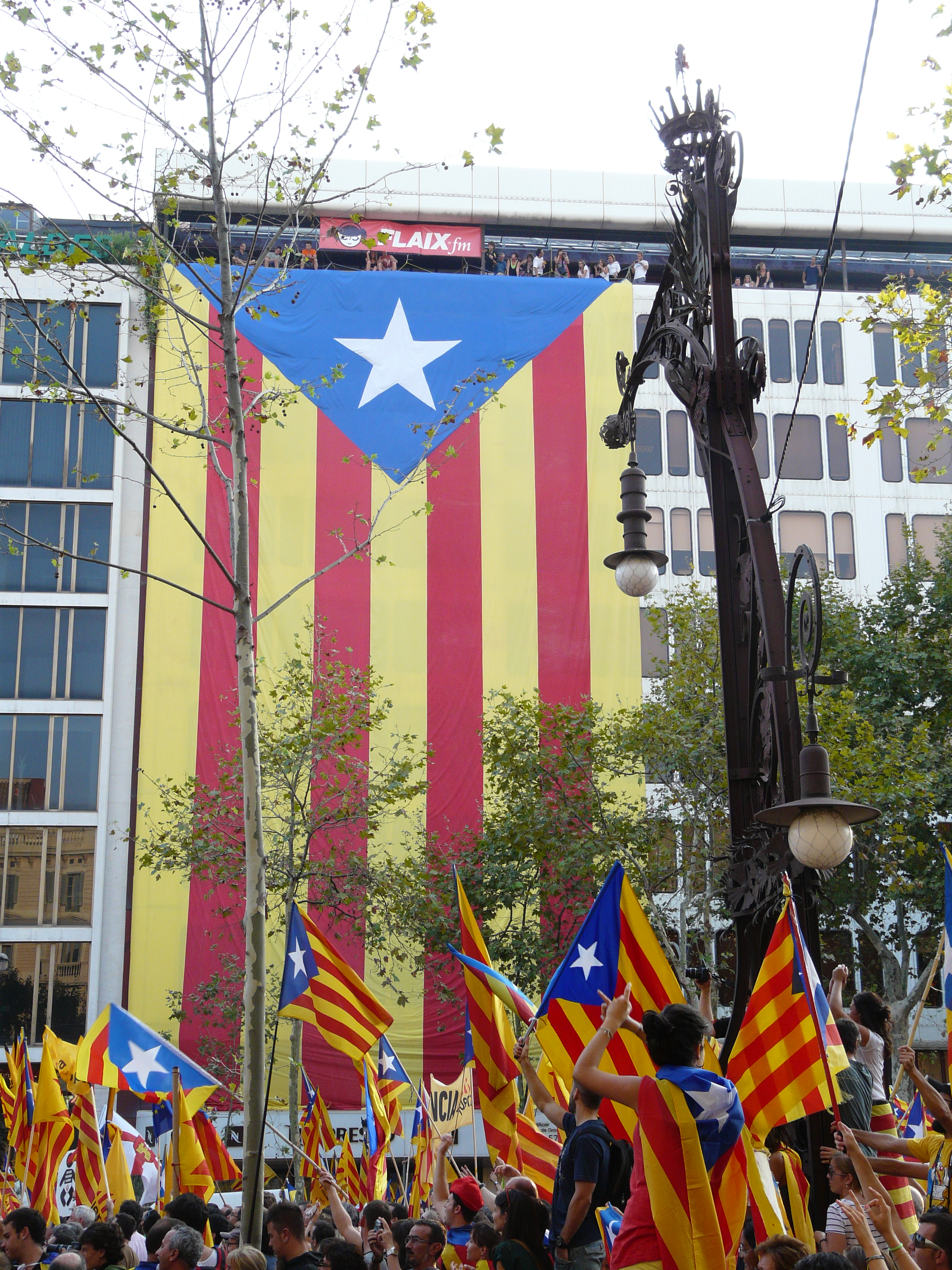
Estelades en una manifestació popular

El setembre de 2007 es va gestar la comissió que s'encarregaria d'organitzar els actes del centenari de la bandera Estelada. El desembre, el diari "El Punt" publicava la primera informació sobre l'acabada de constituir Comissió del Centenari de la bandera Estelada i n'anunciava les línies mestres.
Tot i que la primera fotografia, o la més clarament visible i conservada, d'una "estelada" amb triangle i estel és de 1918, feta a Montserrat, existeix un precedent fotogràfic anterior, amb data de 1908, en la que apareix una primigènia senyera independentista que en lloc de lluir el triangle a l'esquerra amb l'estel, du un romb al mig (es dedueix blau) amb un estel blanc a l'interior. La fotografia, feta a París, és de la seu d'una Lliga Nacionalista Catalana, organització que fundà i presidí Salvador Díaz i Capdevila a qui en 1922 es veié adoptant "l'estelada" tradicional, vincle inequívoc amb la bandera de l'independentisme català.
L'any 2008 és alhora un data d'aniversari doble, ja que el centenari de "l'estelada original" coincideix també amb el quarantè del canvi de l'estel gestat arran del naixement del Partit Socialista d'Alliberament Nacional, l'any 1968.
La senyera amb el triangle blau i estel blanc és l'hegemònica de l'independentisme català de la major part del segle xx. La del triangle groc i l'estel vermell recull el testimoni dels seixanta anys anteriors, contextualitzant la lluita de Catalunya per la seva llibertat, en les noves lluites d'alliberament mundials encetades els anys seixanta.

### 2008 - Actualitat: Ús actual de les estelades

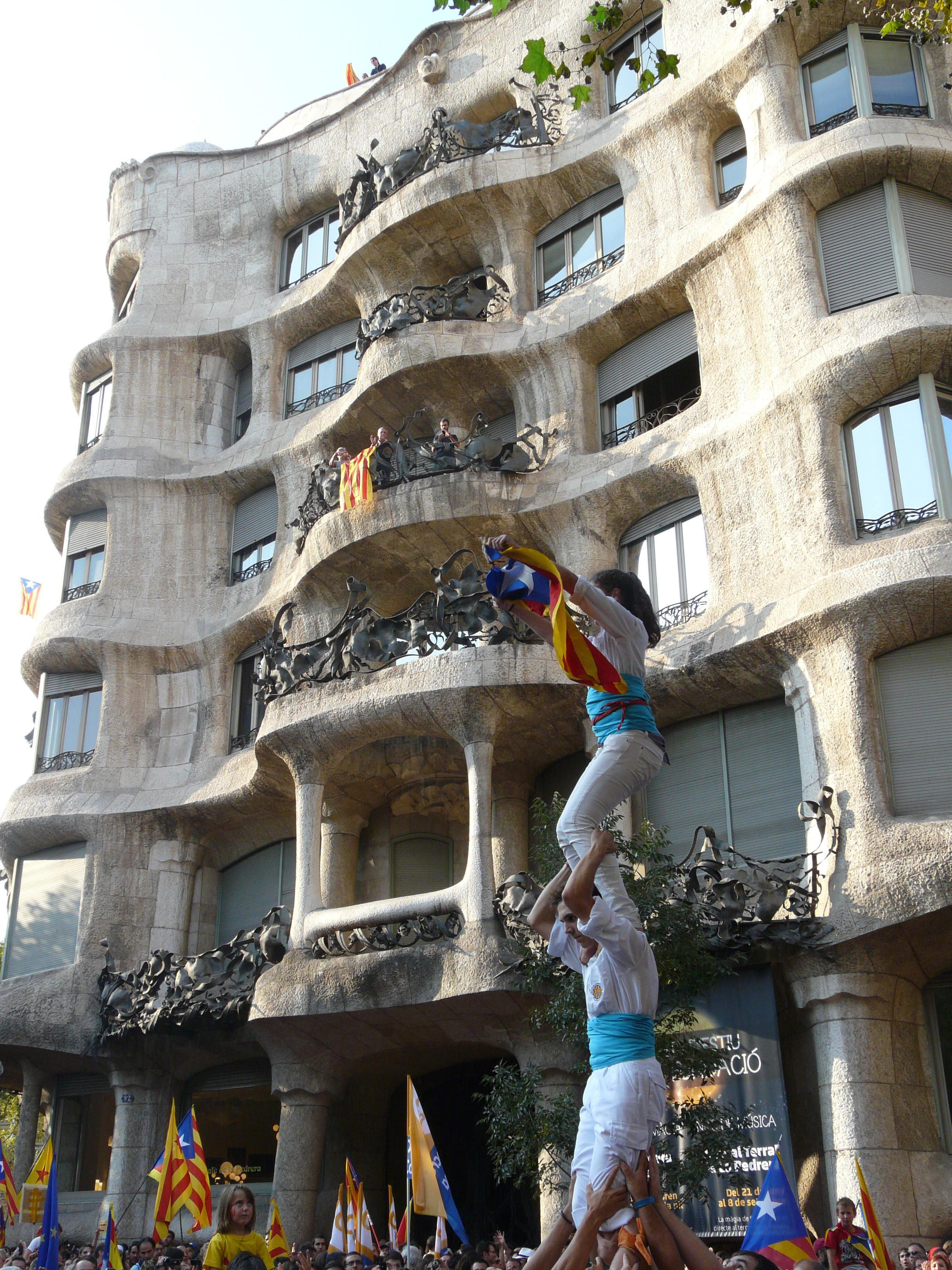
Falconers amb estelada

Actualment les dues estelades, la blava i la groga, es fan servir gairebé indistintament. L'estelada es veu molt sovint en grafits als Països Catalans. Els grafits més senzills i bàsics són símbols monocolors molt simplificats, quatre barres verticals amb un estel damunt.

### 2014 - Indrets dedicats a Vicenç Albert Ballester i Camps
El 2014 la ciutat de Barcelona va dedicar una plaça a Vicenç Albert Ballester, el creador de l'estelada. Es tracta d'un espai públic a Ciutat Vella situat entre el carrer del Comerç i el passeig de Lluís Companys, a tocar de l'edifici de l'antic jutjat de guàrdia, que fins aquest moment no havia tingut nom. El 22 de setembre de 2014, s'inauguraren a Girona els Jardins de Vicenç Albert Ballester i Camps els quals estan situats al barri de Montilivi entre els carrers de Josep Maria Corredor i Pomés i de Maria Aurèlia Capmany. S'hi col·locà una gran bandera estelada que presideix els jardins. A més, el mot estelada en aquesta accepció fou triat neologisme de l'any.

### 2017 - Proposta d'estandardització de la bandera

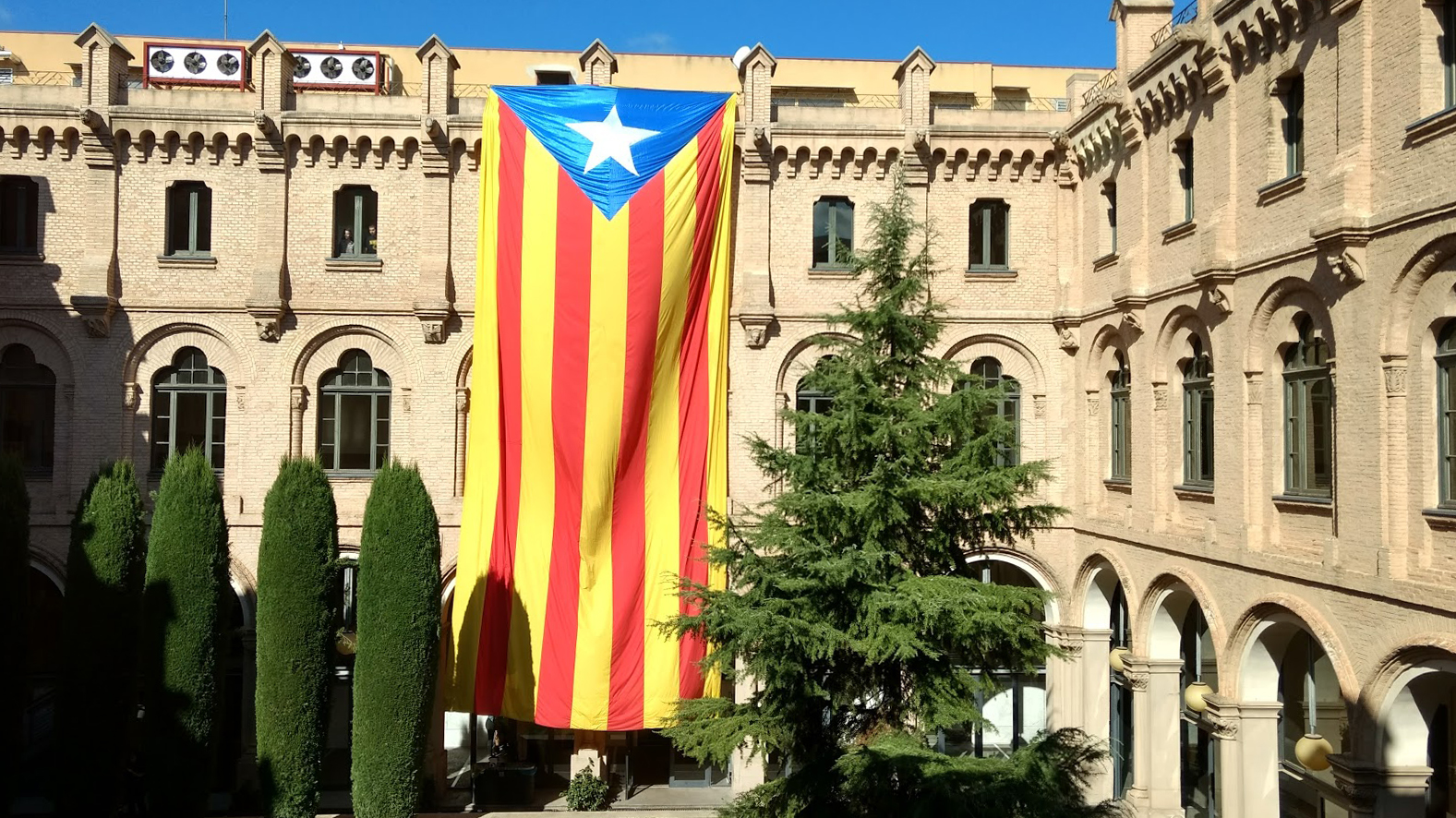
Estelada al Claustre de la Pensativa de la Universitat de Lleida.

La Fundació Reeixida va presentar una proposta per pautar gràficament l'estelada dins dels paràmetres de la vexil·lologia contemporània. Aquesta fundació va proposar, també, oficialitzar l'estelada com a bandera de la República Catalana.

Estelada segons la Fundació Reeixida

## Derivades

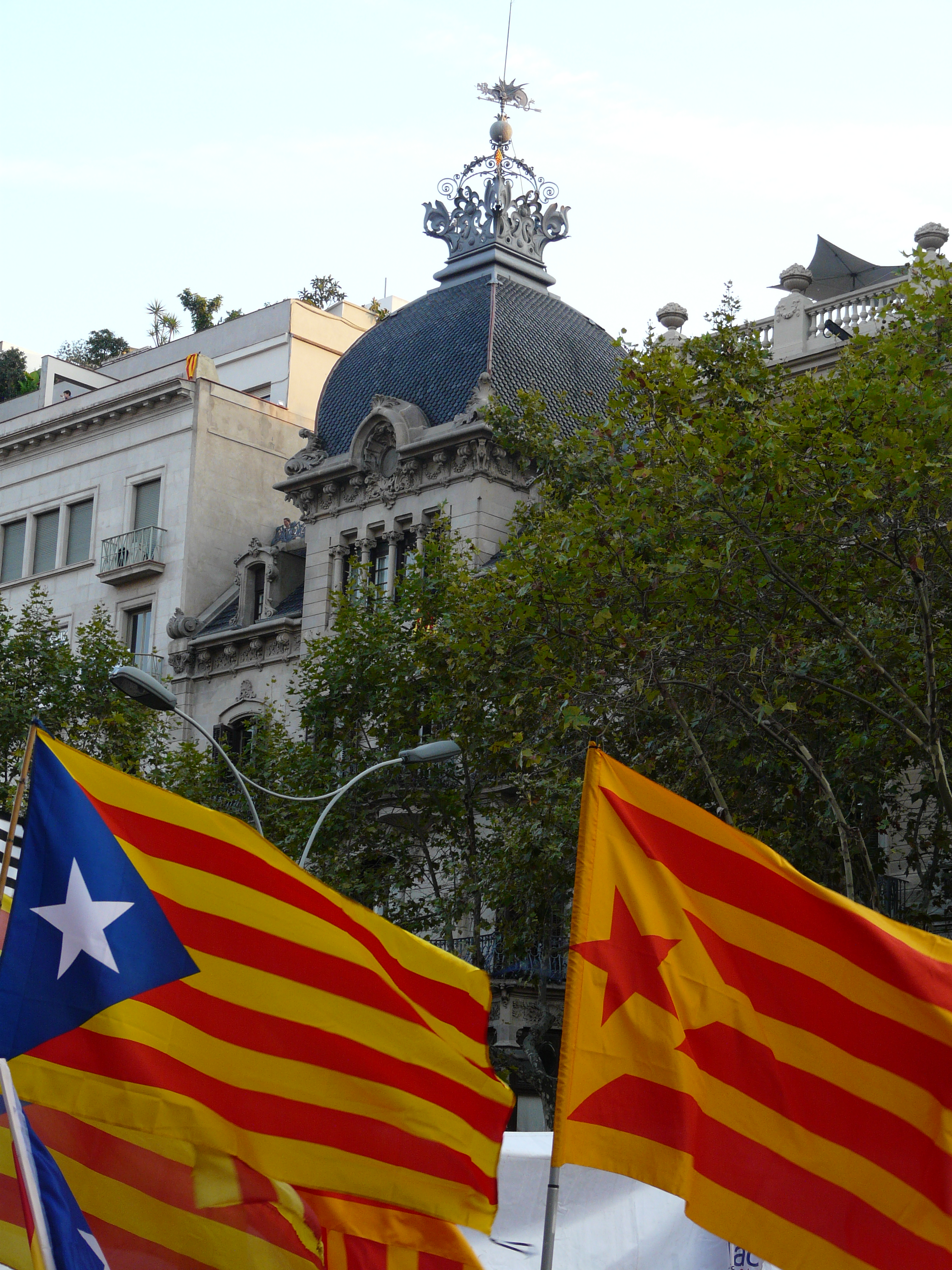
Estelades blava i vermella a la manifestació independentista de la Diada de Catalunya en 2012

| Bandera | Nom                                  | Història |
| ------- | ------------------------------------ | --- |
|         | Estelada roja                        | Va ser creada per Esquerra Catalana dels Treballadors (el primer partit polític catalanista de la Catalunya Nord) el 1972, sense el triangle blau perquè aquest era el color de la Casa de Borbó. L'estel és vermell per simbolitzar la pretensió de la revolució social a més de la nacional, fou adoptada pel PSAN el 1977, és usada tradicionalment per independentistes d'esquerres.   |
|         | Del PCE(i)                           | Variant de l'estelada vermella creada pel PCE(i), un antic partit maoista. |
|         | Antiga estelada del PSAN             | Estelada amb el triangle blanc i l'estel roig: La va utilitzar del 1968 a 1976 el PSAN, el Moviment d'Unificació Marxista, el Bloc Català de Treballadors i des de 1979 fins a la seva dissolució el 1982, el Bloc d'Esquerra d'Alliberament Nacional. |
|         | Anarquista                           | Aquesta estelada va ser usada entre 1970 i 1990 per sectors anarquistes. El vermell de l'estel i el negre del triangle simbolitzen l'anarquisme i les vuit puntes de l'estel cada un dels territoris dels Països catalans. |
|         | de Socors Català                     | Estelada amb el triangle blau i l'estel roig: La feia servir els anys 1974-1976 el grup Demonikè, una escissió de les Joventuts del PSAN, el Grup d'Alliberament Català, creat l'any 1976, i el 1977, per l'organització de solidaritat amb els patriotes catalans anomenada Socors Català, creada arran de la detenció d'Àlvar Valls, Carles Sastre, Montserrat Tarragó i Jaume Vendrell. |
|         | Ecologista                           | Estelada Verda, amb el triangle verd i l'estel blanc: Es va crear com a símbol antimilitar l'any 2008 i va ser usada pels sectors ecologistes. El verd del triangle simbolitzen ecologia. |
|         | "La Ianqui"                          | Aquesta estelada inspirada en la bandera dels Estats Units d'Amèrica va esser proposada sense èxit a final de la dècada de 1960. Havia estat emprada pel partit independentista aragonès Estado Aragonés l'any 1933. |
|         | "La Ianqui"                          | Aquesta estelada inspirada en la bandera dels Estats Units d'Amèrica va esser proposada sense èxit a final de la dècada de 1960. Havia estat emprada pel partit independentista aragonès Estado Aragonés l'any 1933. |
|         | dels tres estels                     | Estelada proposada per representar el PSAN, però que no es va utilitzar mai. |
|         | dels Països Catalans                 | Aquesta estelada va ser usada com la bandera unitària dels Països Catalans. El triangle blau simbolitza la independència i les deu estrelles blanques en cercle simbolitzen els territoris dels Països Catalans. |
|         | amb el triangle blanc i l'estel blau | Aquesta estelada fou usada en algunes manifestacions estudiantils dels anys 1960. |

### Estelades basades en els colors de clubs esportius

Estelada amb els colors del FC Barcelona
Estelada amb els colors del RCD Espanyol[24]
Estelada amb els colors del Club Joventut de Badalona[25]
Estelada amb els colors del Palamós CF[26]

### Altres zones
Des de la creació d'aquesta bandera s'han creat moltes altres banderes independentistes arreu que també tenen un estel, com ara la gallega (anomenada estreleira), la canària (també anomenada bandera tricolor) l'occitana, l'aragonesa (anomenada estrelada), la valenciana (també anomenada estrelada), l'andalusa, l'asturiana (asturiana amb l'estel vermell) o la sahrauí.

Estelada aragonesa
Estelada gallega
Estelada d'Astúries
Estelada de les Illes Canàries
Estelada andalusa
Estelada occitana
Estelada provençal
Estrelada valenciana

## Prohibicions
El 2016 la Delegació del Govern prohibí que s'exhibira l'estelada a la Final de la Copa del Rei.
El Tribunal Superior de Justícia de Catalunya prohibí l'exhibició d'estelades a la via pública el 2018.